# Curlândia

Localização da Curlândia na Letônia

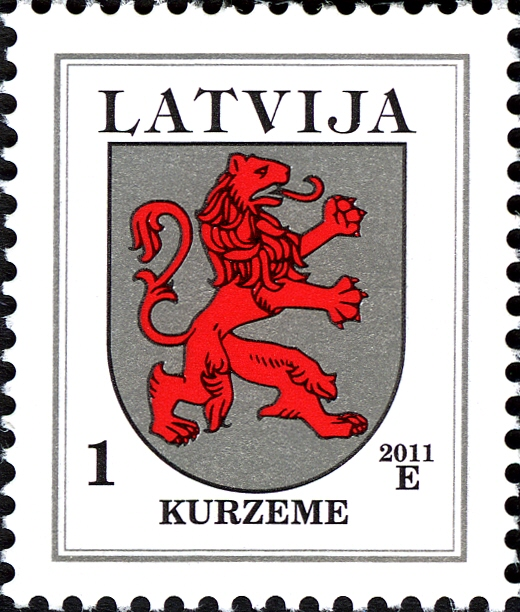
Selo letão de 2011 com o escudo da região

A Curlândia (em letão:  Kurzeme; livoniano: Kurāmō, em alemão:  Kurland; Latim: Curonia / Couronia; em lituano:  Kuršas; em estoniano:  Kuramaa; em polonês/polaco:  Kurlandia; em russo:  Курляндия; em bielorrusso:  Курляндыя; em finlandês:  Kuurinmaa) é uma região do oeste da Letônia, a leste da Semigália e a oeste do golfo de Riga.
É uma das regiões históricas e culturais da Letônia. As regiões da Semigália e da Selônia são às vezes consideradas como partes da Curlândia.